# Pompenillo
Pompenillo es una localidad de la comarca Hoya de Huesca, que pertenece al municipio de Monflorite-Lascasas en la Provincia de Huesca. Situado en un llano en el margen izquierdo del río Isuela, su distancia a Huesca es de 6 km.

## Demografía
| 1970 | 2000 | 2001 | 2002 | 2003 | 2004 |
| ---- | ---- | ---- | ---- | ---- | ---- |
| 25   | 16   | 16   | 15   | 13   | 13   |

## Historia
- En 1566 era de la orden del Hospital (DURÁN, Un informe, p.295).
- Entre 1713 y 1797 se le llamó Pompinillo.
- En 1845 se unió a Lascasas.